# Битва при Талавере
Би́тва при Талаве́ре (исп. Batalla de Talavera; фр. Bataille de Talavera; англ. Battle of Talavera) — сражение в Талавера де ла Рейна, примерно в 120 км юго-западней Мадрида, на Пиренейском полуострове между объединёнными испано-португало-английскими войсками и войсками Французской империи. Это одно из сражений начала Пиренейских войн.
После того как французская армия маршала Сульта отступила из Португалии, 20-тысячное британское войско генерала сэра Артура Уэлсли двинулись в Испанию, соединившись с 33-тысячной испанской армией под командованием генерала Куэсты. Они прошли по долине реки Тахо до Талаверы, где встретились с французской армией в 46 тыс. человек под командованием маршала Клода-Виктора Перрена (более известного как Викто́р) и генерал-майора Ораса Себастьяни, под номинальным командованием короля Испании Жозефа Бонапарта. Армия союзников отбила несколько атак французов. Днём 28 июля британцы и испанцы обнаружили, что основная часть французских войск отступила, оставив раненых и две артиллерийские бригады. За это сражение Уэлсли был удостоен титулов виконта Талаверы и виконта Веллингтона.

## Предварительные манёвры
27 июля Уэлсли отправил 3-ю дивизию и часть кавалерии под командованием Джорджа Ансона, чтобы прикрыть отход Куэсты к Талавере. Но когда кавалерия Ансона по ошибке отстала от испанцев, французы бросились в неожиданную атаку и нанесли бригаде Руфэйна Шоу Донкина урон более чем в 400 человек, заставив их отступить.
Вечером 27-го французский драгунский эскадрон подъехал близко к испанским позициям, обстреливая из карабинов испанских застрельщиков. Внезапно, без приказа, вся испанская стрелковая линия Куэсты дала залп по драгунам. Французы были вне досягаемости испанских мушкетов, и залп почти не причинил им вреда. Четыре испанских батальона бросили оружие и в панике убежали. Уэлсли писал:
Около 2000 человек убежали вечером 27-го... (менее чем в 100 ярдах от того места, где я стоял), которых никто не атаковал и даже не угрожал атаковать, и который испугались грохота собственных выстрелов; они бросили оружие и снаряжение на землю, их офицеры последовали с ними, и они... разграбили обоз британской армии, который оставался в тылу.
В то время как большинство запаниковавших солдат были возвращены на свои позиции, многие сотни продолжали бежать, увлекая с собой англичан из задних эшелонов.
Той ночью Виктор послал дивизию Рюффена, чтобы путём coup de main захватить стратегически важную гору Серро-де-Медельин. Два из трёх полков Руффена заблудились в темноте, но 9-й лёгкий пехотный полк разбил бригаду Королевского Германского легиона (КГЛ) Сигизмунда Лоу (1-я дивизия) и двинулась вперёд, чтобы захватить высоту. Вовремя заметивший опасность командующий британской дивизией Роланд Хилл тут же отправил в контратаку бригаду Ричарда Стюарта (2-я дивизия), которая отбила высоту у французов. 27-го британцы потеряли около 800 человек.

## Армии сторон

### Союзная армия

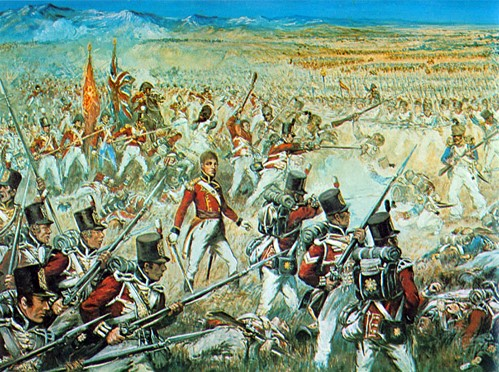
3-й пехотный гвардейский полк в битве при Талавере

Британская армия Уэлсли состояла из четырёх пехотных дивизий, трёх кавалерийских бригад и 30 пушек, общей численностью 20 641 человек. Пехота включала в себя 1-ю дивизию под командованием Джона Коупа Шербрука (6 тыс. человек), 2-ю дивизию во главе с Роландом Хиллом (3,9 тыс.), 3-ю дивизию под командованием Александра Маккензи (3,7 тыс.) и 4-ю дивизию (3 тыс.) под командованием Александра Кэмпбелла. Генри Фейн возглавлял бригаду тяжёлой кавалерии (1,1 тыс.), в то время как Степлтон Коттон (1 тыс.) и Джордж Ансон (900) командовали лёгкими кавалерийскими бригадами. У союзников было три британские артиллерийские батареи (роты Лоусона, Силлери и Эллиота) и две батареи КГЛ (Реттберга и Хейзе), по шесть пушек в каждой.
Испанская армия Куэсты в 35 тыс. человек была организована в пять пехотных и две кавалерийские дивизии, и имела около 30 артиллерийских орудий. 28 тыс. пехотинцев находились в 1-й дивизии Хосе Паскуаля де Зайс-и-Чакона (7 батальонов) и авангарде (5 батальонов), 2-й дивизии Иглесиаса (8 батальонов), 3-й дивизии Портаго (6 батальонов), 4-й дивизии Манглано (8 батальонов) и 5-й дивизии Хуана Прокопио Бассекурт-и-Бриаса (7 батальонов). Хенестроса и герцог Альбуркерке возглавляли 6 тыс. всадников 1-й и 2-й кавалерийских дивизий. У испанцев также было 800 артиллеристов.

### Французская армия
Хотя Жозеф номинально возглавлял французскую армию, фактически ею командовал его военный советник маршал Жан-Батист Журдан, под началом которого было 37,7 тыс. пехотинцев и артиллеристов, 8,4 тыс. кавалеристов и около 80 пушек.
В состав 1-го корпуса Клод-Виктора Перрена входили пехотные дивизии Франсуа Амабля Рюффена (5,3 тыс.), Пьера Белона Лаписса (6,9 тыс.) и Эжен-Казимира Вийята (6,1 тыс.), а также лёгкая кавалерийская бригада Луи Кретьена Каррьера Бомона (1 тыс.).
4-й корпус Себастьяни состоял из его собственной пехотной дивизии (8,1 тыс.), поляков Жан-Батиста Сирю де Валанса (1,6 тыс.) и немецко-голландской дивизии Жана Франсуа Леваля (4,5 тыс.). Кристоф Антуан Мерлен возглавлял лёгкую кавалерийскую бригаду 4-го корпуса (1,2 тыс.).
Виктор Николя де Фэ, маркиз Латур-Мобур (3,3 тыс.) и Жан-Батист Мийо (2,4 тыс.) командовали двумя тяжёлыми драгунскими дивизиями кавалерийского резерва.
В мадридский гарнизон входили часть дивизии Жан-Жозефа Дессолля (3,3 тыс.), испанская Королевская пехотная гвардия (1,8 тыс.) и два кавалерийских полка (700).

## Позиции
Утром основная часть армии Куэсты находилась на правом фланге союзников, а англичане на левом. Испанский правый фланг занимал город Талавера на реке Тахо и далее был выстроен вдоль течения реки Портина. В центре англичане построили редут, который удерживала 4-я дивизия и в котором они разместили батарею из четырёх 3-фунтовых лёгких пушек. Далее налево высоту Медельин удерживала 1-я дивизия, а ещё левее неё находилась 2-я дивизия. 3-я дивизия, а также кавалерия Фейна и Коттона, составляли резерв. Далее налево на возвышенности недалеко от Сьерра-де-Сегурилла была расположена испанская дивизия Бассекурта. Бригада Ансона при поддержке испанских всадников Альбуркерке прикрывала долину между Медельином и Сегуриллой.
Жозеф и Журдан сосредоточили 1-й корпус Виктора на правом фланге французов, удерживая гору Серро-де-Кашкайл. Корпус Себастьяни находился в центре, в то время как Латур-Мобур и мадридский гарнизон стояли в резерве. На левом фланге французов всадники Мийо противостояли почти всей испанской армии. Напротив Медельина, на Кашкайле, находились 30 французских пушек.

## Битва
Виктор призывал своих командиров к массированной атаке, но Жозеф и Журдан решили громить армию союзников по частям, серией отдельных атак. На рассвете орудия на Кашкайле открыли огонь, что привело к потерям среди британской пехоты, расположившейся на открытой местности. Узнав на горьком опыте о разрушительной силе французской артиллерии, Уэлсли вскоре отвёл своих солдат в укрытие.
Дивизия Рюффена снова начала атаку на Медельин. Каждый батальон был сформирован в колонны подивизионно шириной в две роты и глубиной три. (Французские батальоны были недавно реорганизованы в шесть рот). Три батальона каждого полка продвигались бок о бок, оставляя между собой лишь небольшой зазор. В результате каждый полк был выстроен в девять рядов, примерно по 160 человек в каждом. Когда солдаты Рюффена оказались в пределах досягаемости, британцы вышли из укрытия шеренгами в два человека глубиной, чтобы отбить атаку французских колонн. Учитывая, что задние шесть рядов не могли стрелять, французы были подавлены огнём с фронта и с фланга; вскоре их колонны развалились, и они бросились бежать.
Виктор переместил оставшихся в живых солдат Рюффена направо напротив Сегуриллы и дал им в поддержку одну из бригад Вийята. Затем Лаписс, Себастьяни и Леваль (справа налево) начали лобовую атаку против британских 1-й и 4-й дивизий. Солдаты Александра Кэмпбелла и испанцы (в частности, кавалерийский полк Эль-Рей) атаковали Леваля, который пошёл первым. Затем Лаписс и Себастьяни начали наступление двумя шеренгами, используя то же построение, что и Рюффен. Гвардейская бригада Генри Кэмпбелла (1-я дивизия) разгромила французские полки напротив них и бросилась в погоню за отступающим противником, натолкнулась на вторую шеренгу и интенсивный артиллерийский огонь. Гвардейцы и немцы были разбиты, потеряв 500 человек; при отступлении они увлекли с собой бригаду Кэмерона. Видя, что его центр и гвардия смяты, Уэлсли лично направил 48-й пехотный полк, чтобы закрыть брешь, вызванную разгромом дивизии Шербрука. При поддержке бригады Маккензи (3-я дивизия), 48-й полк отбил атаку второй французской шеренги, пока гвардейцы собирались в тылу. Лаписс был смертельно ранен.

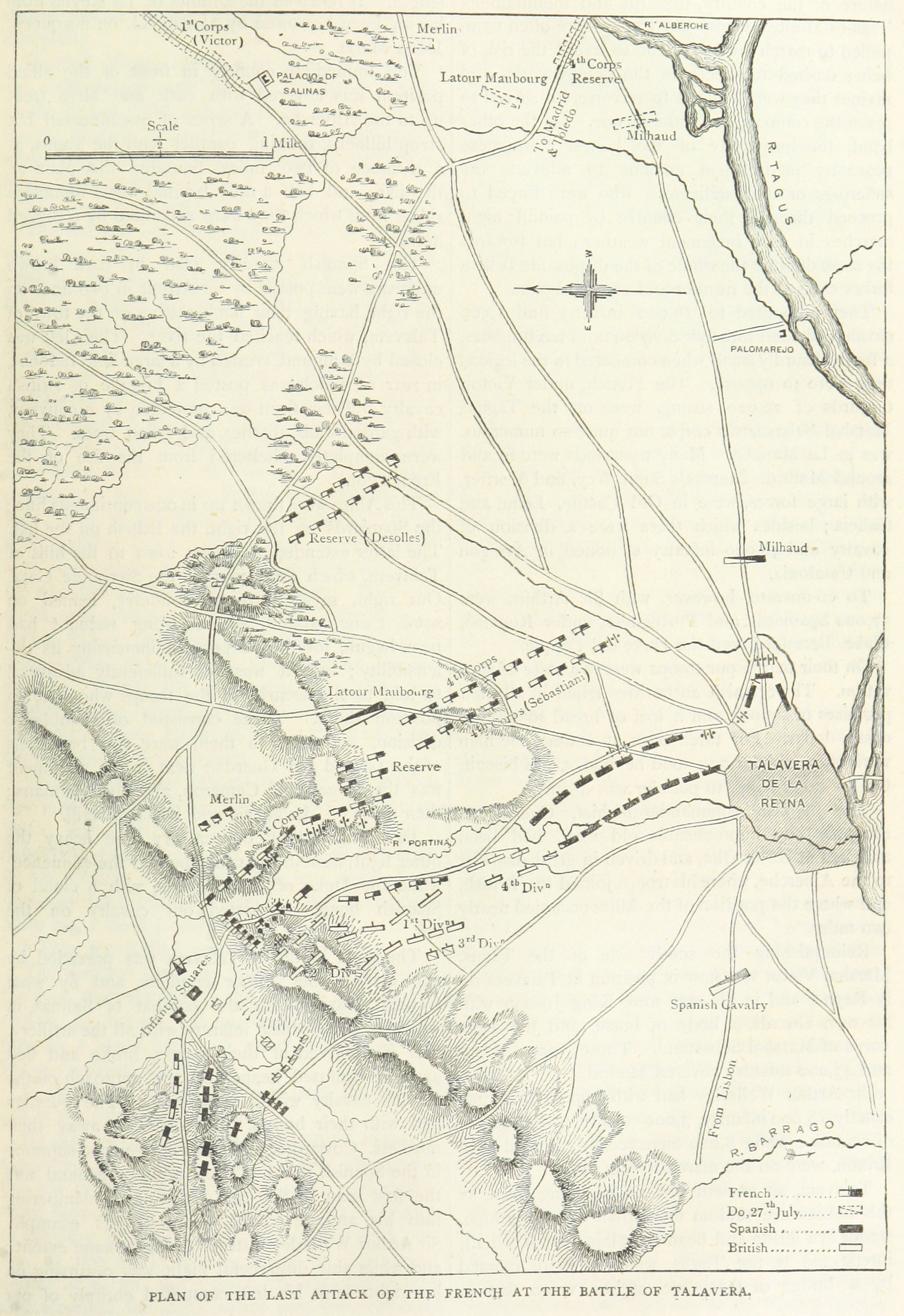
Карта последней французской атаки

После того, как главная атака французов была отбита, Виктор направил солдат Рюффена в долину между Медельином и Сегуриллой. Кавалерийской бригаде Ансона было приказано оттеснить их обратно. В то время как гусары 1-го эскадрона КГЛ продвигались в умеренном темпе, 23-й лёгкий драгунский полк пустился в галоп. Потерявший дисциплину отряд врезался в незаметный овраг, отчего множество лошадей получили увечья. Те всадники, которые преодолели препятствие, были легко отогнаны французской пехотой, построившейся в каре. 23-й лёгкий драгунский обогнул каре и столкнулся с кавалерией Бомона, стоявшей позади Рюффена. Британские драгуны потеряли 102 убитых и раненых и ещё 105 были взяты в плен, прежде чем они смогли отойти. После сражения разбитый полк пришлось отправить обратно в Англию для переформирования. Однако на этом французские атаки закончились. Жозеф и Журдан не стали использовать свой резерв, за что их потом сильно критиковал Наполеон.

## Итог
Французы потеряли в этой ожесточённой битве 7390 человек убитыми и ранеными (примерно 18 % от общей численности). Испанцы потеряли около 1,2 тыс. человек, а англичане — 5,5 тыс. человек (около 25 % от их общей численности). Многие из раненых с обеих сторон сгорели заживо, когда сухая трава на поле боя воспламенилась. На следующий день британская армия получила подкрепление в 3 тыс. солдат Лёгкой бригады, которые подошли после ставшего знаменитым марш-броска, пройдя 68 км за 26 часов.
Между тем маршал Сульт продвинулся на юг, угрожая отрезать Веллингтона от Португалии. Думая, что силы французов составляют только 15 тыс. человек, Веллингтон 3 августа пошёл на восток, чтобы заблокировать их, оставив 1,5 тыс. раненых у испанцев. Однако установив, что у Сульта 30 тыс. солдат, британский командир послал Лёгкую бригаду разрушить мост через реку Тахо у Альмараса. Лёгкая бригада успела 6 августа, прямо перед отрядами Сульта, взорвать мост. Теперь, когда связь с Лиссабоном была в безопасности, Веллингтон стал рассматривать возможность соединения с Куэстой. Но тут он узнал, что его союзники бросили британских раненых на произвол французов и всячески отлынивали от сотрудничества. В течение следующих месяцев плохо исполняемые испанцами действия привели к тому, что в стратегическом плане Веллингтон оказался в трудном положении. Испанцы также обещали провиант для британской армии, если они двинутся в Испанию, но обещание не было исполнено. Отсутствие поставок в сочетании с угрозой французского подкрепления (в том числе возможного прибытия самого Наполеона) весной привело к тому, что британцы решили отступить в Португалию.
Испанцы предприняли ещё одну попытку взять Мадрид, но Уэлсли, памятуя о негативном опыте сотрудничества, отказался в ней участвовать, и в итоге испанцы потерпели сокрушительное поражение в битве при Оканье в ноябре 1809 года.
Историк Чарльз Оман во втором томе своей «Истории Пиренейской войны» назвал талаверскую кампанию неудачной для англо-испанских союзников, возлагая вину на различные ошибки испанцев и отвергая при этом бо́льшую часть критики Уэлсли и британцев, предполагая, что концентрацию французских сил нельзя было предвидеть. Оман также приписывает некоторые неудачи незнанию Уэлсли особенностей ведения войны в Испании. В начале кампании Веллингтон получил обещанные ему припасы, в то время как и французы, и испанцы страдали от острого дефицита продовольствия. Уэлсли больше жаловался на недостаток транспорта для снабжения продовольствием, а не на недостаток самого продовольствия, приписывая это злонамеренности со стороны испанцев; при этом он, очевидно, не подозревал, что в том районе не было вообще никакого транспорта ни у одной из армий.

## В культуре
Описана в романе «Орёл Шарпа» Бернарда Корнуэлла и показана в одноимённой серии английского телесериала «Приключения королевского стрелка Шарпа».